# Онкин, Кузьма Яковлевич
Кузьма Яковлевич Онкин (1881—1944) — революционер, рабочий-пилостав камышинского лесозавода, Герой Труда (1935).

## Биография
Родился в 1881 году.
Политкаторжанин, эсер, позже — член РСДРП/ВКП(б) (с 1918 год)а.
Участник восстановления заводов города Камышина после Гражданской войны. Более полувека проработал на камышинских лесозаводах.
Умер в 1944 году. 
Его именем названа одна из улиц Камышина.

## Награды
- В 1935 году Онкину было присвоено звание Герой Труда — «за долголетнюю и безупречную работу на производстве, революционную и общественную деятельность».